# Havering
Havering

Vist i Greater London
| Status                | Bydel i London   |
| Areal:                | 112,27 km²       |
| Befolkning:           | 224.211 (2002)   |
| Befolkningstæthed:    | 1997 pr. km²     |
| ONS-kode:             | 00AR             |
| Adm. center:          | Romford / London |
| Adm. grevskab:        | Greater London   |
| Ceremonielt grevskab: | Greater London   |
|                       |                  |
| Region:               | Greater London   |
|                       |                  |

Havering (officielt: The London Borough of Havering) er en bydel i det østlige London. Den grænser mod Themsen og bydelen Bexley i syd, Redbridge og Barking and Dagenham i vest, Essex i nord og Thurrock i øst. Mod øst markerer M25 grænsen næsten hele vejen, med undtagelse af North Ockendon som ligger på ydersiden af ringvejen.
Distriktet blev oprettet i 1965 ved at kredsen Romford og distriktet Hornchurch blev slået sammen og overført til Greater London fra Essex.
I løbet af det 20. århundrede blev Havering et populært boligområde på grund af gode forbindelser med det centrale London via tog og undergrundsbanen.
Store dele af distriktet består af parker, og omkring halvdelen er defineret som beskyttet naturområde.

## Steder i Havering
- Ardleigh Green
- Chase Cross
- Collier Row
- Elm Park
- Emerson Park
- Gidea Park
- Harold Hill
- Harold Wood
- Havering-atte-Bower
- Hornchurch
- North Ockendon
- Rainham
- Romford
- Rush Green
- Upminster
- Wennington

51°33′00″N 0°13′00″Ø / 51.55°N 0.2167°Ø